# Grosmagny
Grosmagny to miejscowość i gmina we Francji, w regionie Burgundia-Franche-Comté, w departamencie Territoire de Belfort.
Według danych na rok 1990 gminę zamieszkiwały 464 osoby, a gęstość zaludnienia wynosiła 49 osób/km² (wśród 1786 gmin Franche-Comté Grosmagny plasuje się na 336. miejscu pod względem liczby ludności, natomiast pod względem powierzchni na miejscu 468.).